# Никос Цијантакис
Никос Цијантакис (грч. Νίκος Τσιαντάκης; Трикала, 20. октобар 1963) бивши је грчки фудбалер.

## Каријера
Играо је на позицији везног играча. Фудбалску каријеру је започео у редовима Атромитоса. Дебитовао је 1981. године за први тим Атромитоса.
Привукао је пажњу стручног штаба Паниониоса, којем се придружио 1985. године. Следеће три сезоне је играо за клуб из Неа Смирне. Већину времена проведеног у Паниониосу био је стандардни првотимац.
Од 1987. године потписао је уговор са Олимпијакосом, у којем је провео наредних шест година. У Олимпијакосу је углавном играо као стартер и освојио је са клубом два трофеја Купа Грчке. Потом је од 1994. до 1998. године играо за неколико грчких клубова Арис Солун, Јоникос и ОФИ са Крита. Играчку каријеру завршио је у клубу Етникос 1999. године.
За репрезентацију Грчке одиграо је 47 утакмица и постигао два гола. Био је у саставу грчке репрезентације на Светском првенству 1994. године, које је одржано у Сједињеним Државама.

## Трофеји
Олимпијакос
- Куп Грчке: 1990, 1992.
- Суперкуп Грчке: 1992.